# 風と共に去りぬ (映画)
『風と共に去りぬ』（かぜとともにさりぬ、原題: Gone with the Wind）は、1939年に製作されたアメリカ映画。インフレを調整した歴代の興行収入では、2020年でも『風と共に去りぬ』が第1位である。主演はヴィヴィアン・リー、クラーク・ゲーブル、レスリー・ハワード、オリヴィア・デ・ハヴィランド。監督はヴィクター・フレミング。テクニカラー、スタンダードサイズ。

## 概要
1936年6月に出版されたマーガレット・ミッチェル原作の『風と共に去りぬ』がベストセラーとなり、早くも出版の翌月に映画製作者のデヴィッド・O・セルズニックが映画化権を獲得した。その後3年の歳月と当時の金額でセルズニック・インターナショナルが400万ドル前後の製作費をかけて全編で3時間42分という大長編映画を完成させた。
初公開は1939年12月15日に舞台となったアトランタでワールドプレミアが行われた。当時としては画期的な長編テクニカラー映画であったことも手伝って、空前の世界的大ヒットとなった。第12回アカデミー賞にて作品賞・監督賞・主演女優賞（ヴィヴィアン・リー）・助演女優賞（ハティ・マクダニエル・黒人俳優では初の受賞者）・脚色賞などの8つのオスカーを始めとして、他に特別賞、技術成果賞を含む10部門を受賞した（他にセルズニックが個人で受けたアービング・G・タルバーグ賞も含めば11部門）。

## キャスト
| 役名                     | 俳優                         | 日本語吹替                                            | 日本語吹替                                        | 日本語吹替                   | 日本語吹替 | 日本語吹替               | 日本語吹替                                                                                    |
| 役名                     | 俳優                         | 日本テレビ版1                                         | 日本テレビ版2                                     | ソフト版                     | テレビ東京版 | JAL機内版                | PDDVD版                                                                                       |
| ------------------------ | ---------------------------- | ----------------------------------------------------- | ------------------------------------------------- | ---------------------------- | --- | ------------------------ | --------------------------------------------------------------------------------------------- |
| スカーレット・オハラ     | ヴィヴィアン・リー           | 栗原小巻                                              | 戸田恵子                                          | 日野由利加                   | 田中美佐子 | 鈴木弘子                 | 日野由利加                                                                                    |
| レット・バトラー         | クラーク・ゲーブル           | 近藤洋介                                              | 江守徹                                            | 大塚明夫                     | 渡辺謙 | 仲村秀生                 | 内田直哉                                                                                      |
| アシュレー・ウィルクス   | レスリー・ハワード           | 滝田裕介                                              | 荻島真一                                          | 原康義                       | 井上倫宏 | 納谷六朗                 | 村治学                                                                                        |
| メラニー・ハミルトン     | オリヴィア・デ・ハヴィランド | 谷育子                                                | 香野百合子                                        | 平淑恵                       | 岡本茉利 | 沢田敏子                 | 堀江真理子                                                                                    |
| ジェラルド・オハラ       | トーマス・ミッチェル         | 神田隆                                                | 織本順吉                                          | 今西正男                     | 山野史人 | 池田勝                   | 島香裕                                                                                        |
| エレン・オハラ           | バーバラ・オニール           | 中西妙子                                              | 富田恵子                                          | 谷育子                       | 吉野佳子 |                          | 宇乃音亜季                                                                                    |
| マミー                   | ハティ・マクダニエル         | 中村たつ                                              | 中村たつ                                          | 青木和代                     | 神保共子 | 麻生美代子               | 桂木黎奈                                                                                      |
| スエレン・オハラ         | イヴリン・キース             | 執行佐智子                                            | 勝生真沙子                                        | 田中敦子                     | | 芝夏美                   |                                                                                               |
| キャリーン・オハラ       | アン・ラザフォード           | 久住真理子                                            | 岡本茉利                                          | 佐々木優子                   | | さとうあい               | 恒松あゆみ                                                                                    |
| ピティ・パット叔母       | ローラ・ホープ・クルーズ     | 中村紀子子                                            | 杉田郁子                                          | 斉藤昌                       | 山本与志恵 | 秋元千賀子               | 村上あかね                                                                                    |
| ミード医師               | ハリー・ダベンボート         | 横森久                                                | 久米明                                            | 大木民夫                     | 久米明 | 石井敏郎                 |                                                                                               |
| ミード夫人               | レオーナ・ロバーツ           | 川路夏子                                              | 稲葉まつ子                                        | 稲葉まつ子                   | 稲葉まつ子 | 矢野陽子                 | 田中結子                                                                                      |
| メリウェザー夫人         | ジェーン・ダーウェル         | 沼波輝枝                                              |                                                   | 竹口安芸子                   | 久保田民絵 |                          |                                                                                               |
| チャールズ・ハミルトン   | ランド・ブルックス           | 関根信昭                                              | 野島昭生                                          | 坂東尚樹                     | |                          |                                                                                               |
| フランク・ケネディ       | キャロル・ナイ               | 原田清人                                              | 中田浩二                                          | 福田信昭                     | 小山力也 | 広瀬正志                 |                                                                                               |
| ベル・ワトリング         | オナ・マンソン               |                                                       | 小沢寿美恵                                        | 高畑淳子                     | 駒塚由衣 | 横尾まり                 |                                                                                               |
| ポーク                   | オスカー・ポーク             | 藤本譲                                                | 沢木郁也                                          | 池田勝                       | | 田口昻                   |                                                                                               |
| ピーター爺や             | エディ・アンダーソン         | 及川広夫                                              | 辻村真人                                          | 宝亀克寿                     | | 平林尚三                 |                                                                                               |
| スチュアート・タールトン | ジョージ・リーヴス           | 野島昭生                                              | 神谷和夫                                          | 宮本充                       | |                          |                                                                                               |
| ブレント・タールトン     | フレッド・グリーン           | 古川登志夫                                            | 堀秀行                                            | 松本保典                     | |                          |                                                                                               |
| キャスリーン・カルバート | マーセラ・マーティン         | 来路史圃                                              |                                                   | 佐々木優子                   | |                          |                                                                                               |
| ジョン・ウィルクス       | ハワード・ヒックマン         |                                                       | 北村弘一                                          | 小山武宏                     | |                          |                                                                                               |
| インディア・ウィルクス   | アリシア・レット             |                                                       | 幸田直子                                          | 沢海陽子                     | | 山田礼子                 |                                                                                               |
| プリシー                 | バタフライ・マックイーン     | 山本嘉子                                              | 井上瑤                                            | 安達忍                       | 川田妙子 | 滝沢ロコ                 |                                                                                               |
| ジョナス・ウィルカーソン | ビクター・ジョリー           | 阪脩                                                  | 阪脩                                              | 小島敏彦                     | |                          |                                                                                               |
| 北軍大尉トム             | ワード・ボンド               |                                                       | 中庸助                                            | 小山武宏                     | |                          |                                                                                               |
| ボー・ウィルクス         | ミッキー・カーン             |                                                       | 渕崎ゆり子                                        |                              | 小暮英麻 |                          |                                                                                               |
| ボニー・バトラー         | カミー・キング               |                                                       | 藤枝成子                                          | 佐々木優子                   | 永迫舞 |                          |                                                                                               |
| フィル・ミード           | ジャッキー・モーガン         |                                                       |                                                   | 宮本充                       | | 谷口節                   |                                                                                               |
| ジョニー・ギャラガー     | J.M.キリガン                 |                                                       | 北村弘一                                          | 宝亀克寿                     | |                          |                                                                                               |
| ビック・サム             | エバレット・ブラウン         |                                                       | 銀河万丈                                          | 菅原正志                     | 楠見尚己 | 大山高男                 |                                                                                               |
| 伍長                     | アーヴィング・ベーコン       |                                                       | 塚田正昭                                          | 岩田安生                     | |                          |                                                                                               |
| 役不明 その他            | N/A                          | 大久保正信 新田勝江 国坂伸 前川哲男 井口恭子 加藤正之 | 斉藤昌 伊井篤史 小島敏彦 島香裕 堀越真己 星野充昭 | 堀越真己 津田英三 田原アルノ | 沢海陽子 田中敦子 石塚理恵 松谷彼哉 竹村叔子 金子由之 水野龍司 小島敏彦 小山武宏 松本保典 佐藤淳 後藤敦 星野充昭 伊藤昌一 佐々木敏 廣田行生 岩崎ひろし | 幹本雄之 関俊彦 片岡富枝 | 渡辺浩司 間宮康弘 石上裕一 小松史法 園部好德 高橋圭一 鈴木貴征 森口芽衣 さわやまゆか 市川智英 |
| ナレーター               | N/A                          | 鈴木瑞穂                                              | 横内正                                            | 有本欽隆                     | 若山弦蔵 | 麻生美代子               | 島香裕                                                                                        |

- 日本テレビ版1：初回放送1975年10月8日、15日『水曜ロードショー』※前後編に分け、ノーカット放送。
- 日本テレビ版2：初回放送1988年1月1日『金曜特別ロードショー』※ノーカット放送・ワーナー発売のスペシャル・エディションDVD（4枚組）に収録[10]。
- ソフト版：1994年発売のVHSに初収録。以降はワーナー・ホーム・ビデオ発売のDVD・BDに収録。
- テレビ東京版：初回放送2000年1月3日『20世紀名作シネマ』
- JAL機内上映版：1986年上映。アトランタへの直行便が開通した記念に制作された。
- PDDVD版：パブリックドメインDVDに収録。

## スタッフ
- 製作：デヴィッド・O・セルズニック
- 監督：ヴィクター・フレミング
- 原作：マーガレット・ミッチェル
- 脚本：シドニー・ハワード（英語版）
- 撮影：アーネスト・ホーラー（英語版）、レイ・レナハン、ウィルフレッド・M・クライン
- 製作設計：ウィリアム・キャメロン・メンジーズ
- 美術監督：ライル・ウィーラー
- 装置：エドワード・G・ボイル
- 特殊効果：ジャック・コスグローヴ、リー・ザヴィッツ
- 音楽：マックス・スタイナー、ルー・フォーブス
- 衣裳：ウォルター・プランケット
- 編集：ハル・C ・カーン、ジェームズ・E・ニューカム
- メイクアップ：モンティ・ウェストモア
- 舞踊指導：フランク・フロイド、エディ・プリンツ
- 監督助手：エリック・G・スタッシィ
- テクニカラー色彩監督：ナタリー・カルマス

### 日本語版
- 字幕翻訳：木原たけし、森みさ

| -              | 日本テレビ版1   | 日本テレビ版2     | ソフト版                 | テレビ東京版      | JAL機内上映版  | PDDVD版                  |
| -------------- | --------------- | ----------------- | ------------------------ | ----------------- | -------------- | ------------------------ |
| 演出           | 小林守夫        | 佐藤敏夫          | 佐藤敏夫                 | 佐藤敏夫          | 左近允洋       | 羽田野千賀子             |
| 翻訳           | 木原たけし      | 木原たけし        | 木原たけし               | 木原たけし        | 額田やえ子     | 原仁美                   |
| 調整           | 前田仁信        | 小野敦志          | 熊倉亨                   | 高久孝雄          |                | 山田明寛                 |
| 効果           | 芦田公雄 熊耳勉 | リレーション      | N/A                      | リレーション      |                | 恵比須弘和 赤澤勇二      |
| 選曲           | 重秀彦          | 東上別符精        | N/A                      | N/A               | N/A            | N/A                      |
| 録音           |                 | 坂井真一          | オムニバス・ジャパン     |                   |                | 鈴木喜好嗣               |
| プロデューサー | 後藤達彦        | 奥田誠治 垂水保貴 | 小川政弘 貴島久祐子      | 深澤幹彦 渡邉一仁 |                | 椿淳 中條寛道            |
| 制作           | 東北新社        | 東北新社          | 東北新社                 | 東北新社          | グロービジョン | マックスター             |
| 制作           | 日本テレビ      | 日本テレビ        | ワーナー・ホーム・ビデオ | テレビ東京        | 電通 日本航空  | ミックエンターテイメント |

## 製作

### 映画化権

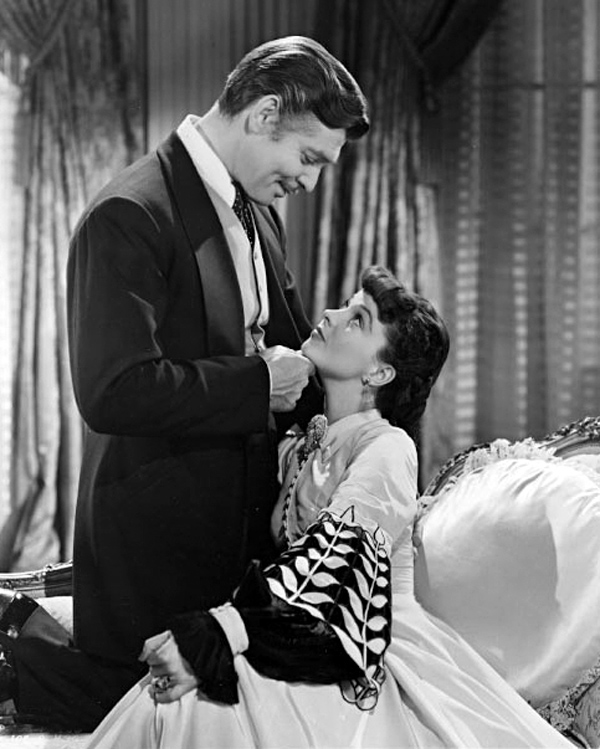
当時の宣伝写真

セルズニック・インターナショナル・ピクチャーズのニューヨークオフィスの代表でストーリー係のケイ・ブラウンは、1936年5月5日に『風と共に去りぬ』を出版したマクミラン社からマーガレット・ミッチェルの長編を受け取り一読。『風と共に去りぬ』の映画としての可能性を見抜いて、デイヴィッド・O・セルズニックに『風と共に去りぬ』の映画化権を買わせるべく、梗概を作って5月20日にはセルズニックに送った。その間にも本は旋風を巻き起こし、ぐんぐん売り上げを伸ばしていた。セルズニックはその時『沙漠の花園』の撮影中で、ブラウンの興奮には同調しなかった。
ケイ・ブラウンはそこでメモ・電報・伝言・電話で執拗な説得工作を開始。セルズニックの秘書に「あの本には本気ですし、今や1分1秒を争うのです。既に一社から2万5000ドルの入札額が提示されました。」「文句なしの大作。主要人物は4人で、スカーレットはミリアム・ホプキンスかベティ・デイヴィスにぴったり。メラニーはジャネット・ゲイナー、レットはクラーク・ゲーブルが最適では。」と電報を打っている。
ケイ・ブラウンはさらにセルズニックの友人で『風と共に去りぬ』を気に入っていたジョン・ヘイ・ホイットニーにも助けを求めた。ホイットニーは、「もしそっちが買う気がないなら、自分が映画化権を買ってパイオニア・ピクチャーズで製作する。」とセルズニックに申し渡した。
出し抜かれるのが嫌いなセルズニックは秘書を通してケイ・ブラウンに5万ドルの入札額を出す権限を与え、契約が成立した。
セルズニックが休暇から帰ってくると、14歳以上のほとんど全てのハリウッド女優が応募してきており、写真や電報、手紙や伝言でオフィスは埋め尽くされていた。さらにミッチェルの原作に徹頭徹尾忠実で、何一つはしょったりしないように嘆願する手紙が山のように届いていた。
セルズニックとホイットニーは『風と共に去りぬ』を叙事詩でテクニカラー向きの素材だと見ていた。まず1037ページの原作から脚本を作り出すために、2万5000ドルでシドニー・ハワードを雇った。また製作日程も決まっていなかったが、ジョージ・キューカーを説得して監督を引き受けさせた。

### スカーレット・フィーバー
またセルズニック・インターナショナルの広報部長は大々的な広告キャンペーンを開始した。1937年のラジオ放送でのスカーレット・コンテストの上位６人ではベティ・デイヴィス、キャサリン・ヘプバーン、ミリアム・ホプキンス、マーガレット・サラヴァン、ジョーン・クロフォード、バーバラ・スタンウィックが上がった。他にはじめのうちスカーレット役の本命と思われたのはデイヴィス、ホプキンス、タルラー・バンクヘッド、ノーマ・シアラーなどであった。さらにヴォーグ誌では手紙が殺到し、121人もの女優が推薦された。しかしセルズニックは映画を担う才能と経験があって比較的無名の女優を求めており、スターの映画にはしたくなかった。そのため広報部長は怒涛の勢いでスカーレット探しを開始、全国でラジオや新聞で告知が始まった。
この空前絶後のスカーレット探しは当時「スカーレット・フィーバー」と呼ばれた。いくつもの新聞がスカーレットやレットの候補リストを作成し、レット・バトラー役にはロナルド・コールマン、ベイジル・ラスボーン、エロール・フリン、ゲイリー・クーパー、そしてクラーク・ゲーブルの名が挙がっていた。エレノア・ルーズベルトは個人的に電話をかけてきて、マミー役に自分のメイドを推薦している。
セルズニックはケイ・ブラウンに女優探しを指揮するように言いつけて高等学校の演劇部まで捜索させた。1936年の12月には南部の各都市を回り、アトランタで「スカーレット役希望者は明朝9時にホテルのロビーに集合」と新聞広告を打つと、翌朝彼女はフロント係から500人以上もの人々が集まっていると連絡を受けた。この際、マーガレット・ミッチェルが女子青年連盟のメンバー15人と助けにきている。しかしオーディションをしてもいいと思われるのはわずか5、6人だけであった。監督のジョージ・キューカーも1937年3月に俳優だけではなくロケ地の下見も兼ねて南部へ行っているが、結局南部で見つけられたのはアリシア・レットら端役の女優だけであった。
ハリウッドでもセルズニックとホイットニーが無名の新人を発見する作業をしており、秘書たちが膨大な仕事に巻き込まれたが、結局徒労に終わった。
他にもスーザン・ヘイワード、ラナ・ターナー、アニタ・ルイーズらがスクリーンテストを受けている。
約2年間にわたるスカーレット探索は、応募者1400人、スクリーン・テストは90人、費用は9万2000ドルになった。この段階で制作費は200万ドルを超えることが予想された。
カメラテストではポーレット・ゴダードが最短距離にいて、セルズニック以下スタッフもほとんどゴダードでGOしそうになっていた。

### ヴィヴィアン・リー
ヴィヴィアン・リーは英国で出版されたばかりの『風と共に去りぬ』を読んで心を奪われた。リーが出演する37年初頭の舞台の初日に、リーは出演者の1人1人に『風と共に去りぬ』を配っており、自分のエージェントにはセルズニックの映画のスカーレットには自分が最も適任であると告げていた。エージェントは映画化権を持っているのはセルズニックだし、ヴィヴィアン・リーはアレクサンダー・コルダと契約しているのだからどんなに関心を持っても無駄だと説得した。しかしヴィヴィアン・リーはスカーレットに取り憑かれており、エージェントにも「スカーレットは私でなければならないのよ。セルズニックさんにそう言ってくださいな。」としつこく話をした。リーが今までにない真剣な熱意に燃えていることを感じたエージェントはリーの写真と切り抜きをセルズニックの事務所に送り、『無敵艦隊』が完成したらフィルムを送ると約束した。セルズニックの事務所のだれかがケイ・ブラウンに話し、ケイ・ブラウンはヴィヴィアン・リーのことでセルズニックに電報を打っている。セルズニックは折り返し電報で「ヴィヴィアン・リーに興味なし。あるいは興味を持つかもしれないが、まだ写真を見ていない。まもなく『無敵艦隊』が公開されるので、その時にリーをみる。」と返答した。
1938年11月5日、当時恋人であったローレンス・オリヴィエが『嵐が丘』への出演のため船でアメリカへ向かった。オリヴィエのアメリカ側のエージェントはセルズニックの兄のマイロン・セルズニックであった。リーとオリヴィエの間で手紙のやり取りが毎日なされていたが、12月にはリーはオリヴィエを追ってアメリカ行きの船に乗った。

### 製作準備
シドニー・ハワードは初稿で上映時間6時間の脚本を書いた。1938年を費やしてシドニー・ハワードとセルズニックは妥当な長さの脚本にしようとしていたが、第5稿の段階でも5時間が必要であった。また、脚本の第1稿はヘイズ・コードによって厳しく検閲を受けた。「強姦を連想させるようなもの」「レットを不倫をするような男として描くこと」「ベルを売春婦と連想させること」「死者や負傷者が真に迫り恐ろしいこと」「レットがスカーレットを強姦するように思わせること」などが禁止され、脚本の修正欲求をされた。その後もハワードは脚本の刈り込みを続けたが、1938年10月には気息奄々となって諦めている。途中、改稿のためにスコット・フィッツジェラルドなどが雇われたが、最終的にセルズニック自身が脚本を書くことになった。
また、セルズニックは1938年6月には全国黒人地位向上協会と交渉し、「映画にはKKK団への言及も、黒人による暴力のシーンも含まれず、黒人の感情を刺激することを避けること。名誉毀損となる表現はいっさいしないこと、小説の中で黒人たちに明らかに不快感を催させるようなものは、物語の主要な要素からは削ること。」と合意した。
ワーナーはセルズニックに、主演をベティ・デイヴィスとエロール・フリンで、そしてMGMよりも高額の出資を提案したが、1938年8月セルズニックは義理の父でもあるルイス・B・メイヤーのMGMと手を組み、レット役にクラーク・ゲーブル、さらに125万ドルの出資をしてもらい、代わりに世界配給権と7年間の利益の半分を渡すこととなった。ゲーブルが決まったことで撮影は1939年1月から動かせなくなり、さらにセルズニック・インターナショナルは当時ユナイテッド・アーティスツと契約しており、同社との契約期間は1939年の12月までだったので、そのあとに公開される準備が整った。

### アトランタ操車場の弾薬庫の炎上シーン
スカーレット役はまだ決まっていなかったが、アトランタ操車場の弾薬庫の炎上シーンが撮影されることになった。セルズニック・スタジオ（元のRKOスタジオ）にあった『キング・コング』などで使用された古いセットを燃やして、その後に『風と共に去りぬ』のセットを作ることになっていた。使えるテクニカラーカメラは7台、火を自由に調節できる装置を考案し、レットとスカーレットのスタントを用意し、1938年12月10日の土曜の夜に開始された。
その日の朝、セルズニックの兄マイロン・セルズニックはヴィヴィアン・リーに初めて会っており「これは驚いた！あなたはスカーレットだ！」と言った。その夜マイロンはヴィヴィアン・リーとローレンス・オリヴィエを炎上シーンに連れて行き、撮影後にセルズニックにヴィヴィアン・リーを引き合わせた。その時のことをセルズニックはこう語っている「ヴィヴィアン・リーを紹介された時、炎が彼女の顔を照らした。私は一目見て彼女がピッタリであることを知った。少なくとも彼女は私が考えていたスカーレット・オハラそのままであった。私はあの時の第一印象を永久に忘れることができないだろう。」。

### スカーレットの決定
ヴィヴィアン・リーのスクリーンテストが翌週から直ちにジョージ・キューカー監督によって行われることとなった。最終審査はポーレット・ゴダード、ジーン・アーサー、ジョーン・ベネット、そしてヴィヴィアン・リーに絞られていた。リーはオリヴィエを相手にリハーサルを重ね、テストは12月21日に決まった。「ヴィヴィアン・リーを見た人はみんな彼女の内に燃える何かを感じました。あの溌剌とした感じは他の女優にはなかったものでした。」とセルズニックの秘書は語っている。リーはクリスマスに採用を告げられた。
アシュレー役にはジェフリー・リン、メルヴィン・ダグラスもスクリーン・テストを受けていたが、「ジェフリーは全然ダメ、ダグラスは流石に上手いのだがアシュレー役には身体がゴツすぎる。」とセルズニックは言っている。レスリー・ハワードはアシュレーを演じるのを渋っていたが、ハワードとイングリッド・バーグマンが主演する『別離』で、ハワードがやりたがっていたプロデューサーをさせるということで釣ったという。
メラニー役にもいろんな女優がスクリーン・テストを受けていたが、セルズニックはジョーン・フォンテインをメラニー役で起用して本格デビューさせようとした。しかしフォンテインはスカーレット役を狙っていたので、姉のオリヴィア・デ・ハヴィランドを推薦したという。オリヴィア・デ・ハヴィランドはワーナーと専属契約をしていたので総帥のジャック・L・ワーナーから許可がおりなかったが、どうしても演じたかったハヴィランドはジャック・L・ワーナーの夫人に頼み込んで許可を取った。
主要キャストは1939年1月13日に発表された。

### ジョージ・キューカー監督
撮影は1939年1月26日にオープニングのシーンから開始された。しかしセルズニックは次の日に撮影する部分の脚本を前日に書くという不安なシステムを作っており、監督のジョージ・キューカーはシドニー・ハワードの脚本へ立ち返るように求めていた。また迅速なテンポで撮影しなければいけないのに、ジョージ・キューカーはそれぞれの心情と人物関係を浮かび上がらせていく演出法をとっていた。クラーク・ゲーブルも、女優の演じる役を最大限に引き立てると定評のあるキューカーの演出法に落ち着かないものを感じていた。キューカーがセルズニックの脚本に従うことも、もっとペースを上げてテーマに重きを置くようにという要請も蹴ったことで、セルズニックは2月13日にキューカーを監督から外した。ヴィヴィアン・リーとオリヴィア・デ・ハヴィランドはキューカーを代えないでほしいと懇願したが無駄であった。監督はゲーブルと大親友のヴィクター・フレミングに替わった。ヴィヴィアン・リーはフレミング監督が好きではなく、こっそりキューカーの自宅を訪れて彼と二人でシーンを検討した。リーはこれを撮影が終わるまで続けていたが、ハヴィランドもリーに知られないで同じことをしていた。結局、完成された映画には大いにキューカーの影響があった。

### ヴィクター・フレミング監督
フレミング監督は2月18日からセルズニックと打ち合わせを始めたが、キューカーと同じようにこの脚本では撮影出来ないと言った。そのためセルズニックはベン・ヘクトを招聘。3人はシドニー・ハワードの脚本を掘り返し、ようやく使えるものを組み立てることができた。しかし夜も昼も働いていたため、ベン・ヘクトは2週間で逃げ出してしまい、その後は電話をしても一切出なかったという。
3月2日、再びオープニング・シーンから撮影再開。フレミングはテンポを速めることで役柄にエネルギーを吹き込み、明晰さと壮大さに力点を置いていた。ただし、セルズニックは相変わらず脚本を毎日改稿していたため、フレミングがさらにテンポを上げようとしても、脚本が無いために足止めされていた。
撮影は1日12時間から18時間にまで延びており、クルーは24時間で待機していた。さらに撮影は3班体制になっていた。ヴィヴィアン・リーは撮影日数の95％に出演しており、仕事が全くない日はほとんどなかった。タラでもう二度と飢えはしないと誓うシーンでは休憩なしで22時間ぶっ続けに働いた。その後4時間眠り、翌日は戦争前のアトランタのシーンを撮っていた。リーは毎日16時間も働いていたが、皆が帰り支度を始めると「もう少しお願い」と言って、さらに撮影をしていた。リーは1日でも早く撮影を終わらせて、ローレンス・オリヴィエのもとに行きたがっていたのだった。セルズニックは脚本を書く合間にハル・カーンと共にその日撮影したフィルムを編集し、端役のキャスティングの決定をし、特殊効果をチェックしていた。セルズニックの1日の勤務時間は18時間から20時間にまで達していた。
フレミング監督とヴィヴィアン・リーは彼女の役柄で常に争っていた。リーが涙を流し、フレミングが怒りに燃えて1日が終わることがしばしばあった。フレミングはスカーレットをキツイ性格で、意地の悪い女に描き出そうとしており、リーはもっと心根の優しい女として描き出そうとしていた。リーは原作をいつもセットに持って来ており、スカーレットの性格が変えられていると言って抗議した。フレミングは人物の性格よりもスペクタクルに重点をおいていた。スカーレットが階段から落ちた後レットが泣くシーンでゲーブルが泣くことを拒み、リーが演出に文句をつけたことでさらにこじらせ、何週間も肉体と精神両面の疲れと戦ってきたフレミングはとうとう耐えられなくなり、セットから出て行ってしまった。

### サム・ウッド監督
かねてからフレミングが休みを必要とするだろうと考えていたセルズニックはMGMのサム・ウッドを待機させていた。ウッドは4月29日から仕事にかかり、第1班を監督した。ウッドにとって初めてのテクニカラー作品であったにもかかわらず、彼は撮影ペースを維持した。フレミングが戻ってきたのは5月17日。サム・ウッドはそのまま残り、第2班を監督することになった。撮影現場は今や6班体制になっていた。そしてついに主要部分の撮影は6月27日に125日間で終了した。今なら200日かかっても撮れないだろうと言われている。ただし、打ち上げパーティーの後すぐに撮り直しが開始されている。

### ポストプロダクション
セルズニックとハル・カーンは1日23時間も編集を行い、時にはぶっ続けで50時間も働いていた。9月9日にはようやく試写に出せる程度のものが完成した。上映時間はまだ4時間半、タイトルは絵であったし、音楽はまだ出来上がっておらず1937年の『ゼンダ城の虜』の音楽が使われていた。デイヴィッドとアイリーンのセルズニック夫妻、編集のハル・カーンとジェームズ・E・ニューカム、ジョン・ヘイ・ホイットニーの5名で、フィルムを納めた缶を持ってリバーサイド市のフォックス劇場へ行った。そこで舞い上がっている劇場支配人に上映予定を切り替えさせ、観客にこれから覆面試写会が開かれることを知らせた。出入り口は封鎖され、誰も途中で席を立てないし、途中から入ってくることも出来ない、と。映画が始まり、マーガレット・ミッチェルの名前が出ると大拍手、タイトルが出ると割れんばかりの大歓声が起こった。セルズニック夫妻もハル・カーンも感激で泣いたという。上映後、回収したアンケートでは絶賛の嵐であった。
その後も少しずつフィルムを削る作業や撮り直しや追加撮影が行われ、10月13日にはオープニングシーンの最後の撮り直しもあった。
音楽は南部音楽に精通したマックス・スタイナーに8月14日に依頼されたが、さらに補助としてフランツ・ワックスマンとハーバート・ストサートが雇われた。
1939年10月18日にはサンタバーバラのアーリントン劇場でもう一度覆面試写会。再び嵐が巻き起こった。このあとさらに10日間の追加撮影を行い、11月11日に最終の追加撮影が終了。10月半ばにはセルズニックはアメリカ映画協会に「damn」というレットの最後の言葉を許可してもらえるように手紙を書いている。業界の重鎮たちが味方についたおかげで、このセリフは5000ドルの罰金で許可されている。
1939年12月11日の完成まで、撮影したフィルムは50万フィート、そのうち上映時間にして29時間半になる16万フィートがプリントされた。最終2万フィート、222分の長さまで切り詰められた。

### アトランタ・プレミア

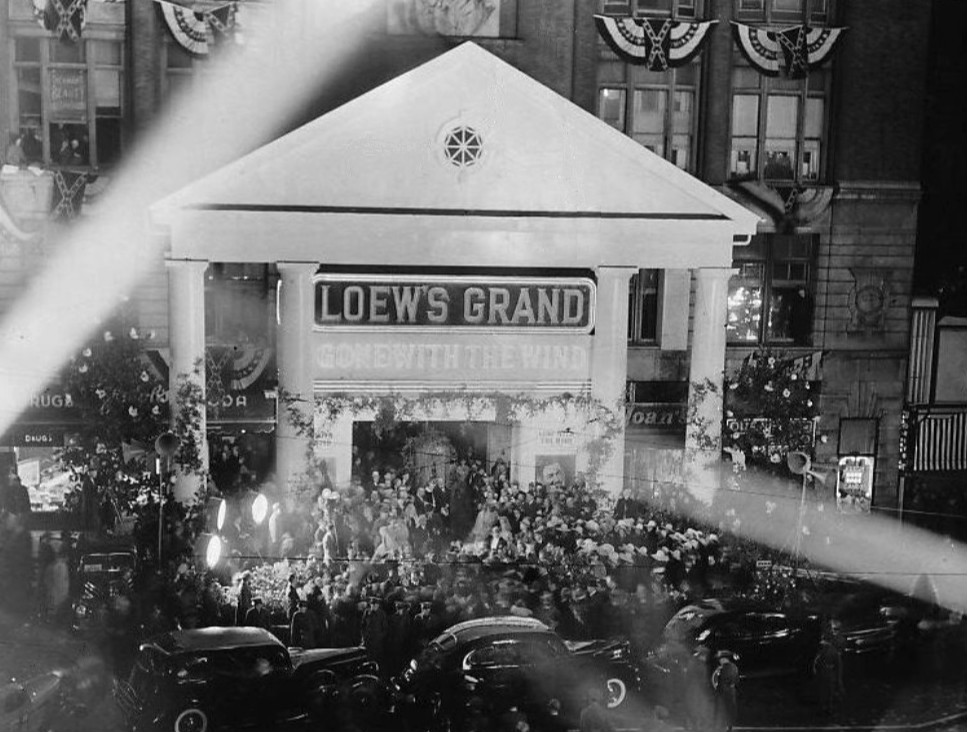
アトランタでの映画のプレミアの様子（1939年）

1939年12月15日金曜日、南部のアトランタでワールド・プレミアが開かれた。ロウズ・グランド劇場の正面にトウェルヴ・オークス屋敷を模したファサードを建てたり、全ての商店のウィンドウにポスターを貼らせたりした。知事はプレミアの日は州の休日、アトランタ市では13日〜15日の3日間を休日にした。グランド劇場の座席数は2051、入場料が50セントの時代に通常の20倍の10ドルという高額料金であったが、6万人から応募があり、抽選になった。
13日にヴィヴィアン・リー、ローレンス・オリヴィエ、オリヴィア・デ・ハヴィランド、イヴリン・キース、アン・ラザフォード、アリシア・レット、ローラ・ホープ・クルーズ、オナ・マンスン、デヴィッド・O・セルズニック夫妻、ケイ・ブラウン、14日にクラーク・ゲーブル、キャロル・ロンバードらキャストやスタッフが到着。スターや名士を乗せた30台の車からなるパレードが、空港からアトランタ市街まで行進した。どの道路にも人が鈴なりであった。また、市営の大講堂では当時の衣装を纏った人々によって、モンスター・バザーが再現された。
15日プレミア当日、スターと共に劇場に入った観客たちは涙ながらに拍手喝采をおくった。映画から衝撃を受けるがままに「反乱軍の雄叫び」をあげ、ヤジを飛ばし、悲鳴を上げ、歓声を送り、足を踏み鳴らした。
上映後、マーガレット・ミッチェルがゲーブルにエスコートされて舞台に立ち、「この映画は私に素晴らしい感動を与えてくれました」「色々言われながら理想の配役が得られるまで、黙り通したセルズニック氏の決意は賞賛に値します。そして配役は完璧だったと思います。」と述べている。グランド劇場では改装まで3年間続映した。
その後のニューヨークとロサンゼルスのプレミアでも同様の栄光が待っていた。

### アカデミー賞
1940年2月12日、アカデミー賞ノミネートの発表が行われたが、この年は優秀な映画が多く、これまでで最良の年だと喧伝されていた。ところがデヴィッド・O・セルズニックが最後の最後で『風と共に去りぬ』を滑り込ませたことで、マスコミ各社や映画業界人が憤激の声をあげていた。『風と共に去りぬ』はアカデミー賞のオスカーで、12の部門で13人が候補に上るという記録を打ち立てた。助演女優賞候補にはオリヴィア・デ・ハヴィランドとハティ・マクダニエルの2人が候補になっている。
1940年2月29日、アカデミー賞受賞晩餐会の後、午後11時から第12回アカデミー賞受賞式が行われた。発表はまだであったが、恒例によって新聞各社には授賞式後すぐに公表できるよう受賞者のリストが配布されていた。ところがこの年の白熱状態に我慢できず、ロサンゼルス・タイムズ紙がこの日の午後の版に「デヴィッド・O・セルズニックがアカデミー賞を制覇！」と大見出しとともに発表してしまった。そのためアカデミー賞の封をした封筒を使う有名なシステムが採用されるようになった。
クラーク・ゲーブルは自分が最優秀主演男優賞を獲得できないことを承知でキャロル・ロンバートと一緒にやってきた。主演女優賞は激戦であったが、ヴィヴィアン・リーが獲得。スピーチでは「お世話になった人の名を全部挙げれば、あの映画ほどの長さにもなりかねません」と言ってデヴィッド・O・セルズニックに絞って感謝した。そしてこの日最大の喝采は最優秀助演女優賞を獲ったハティ・マクダニエルに捧げられた。黒人俳優では初のアカデミー賞受賞であり、この先24年間は後を継ぐ者は出なかった。作品賞でのライバルは『駅馬車』『ニノチカ』『オズの魔法使』『スミス都へ行く』『チップス先生さようなら』『邂逅』『廿日鼠と人間』『愛の勝利』『嵐が丘』という映画の古典の殿堂であったが『風と共に去りぬ』が受賞した。セルズニックは作品賞以外にもアービング・G・タルバーグ賞も受賞している。
『風と共に去りぬ』はオスカー8部門同時受賞と、特別賞とアービング・G・タルバーグ賞も合わせれば10部門（さらに技術成果賞を入れて11部門）という記録破りを成し遂げ、司会のボブ・ホープは「まるでセルズニックの為の慈善興行みたいだね」とジョークを飛ばした。

### その後
セルズニックが作ったその後の作品は、全て『風と共に去りぬ』と比較され、それより劣ると評された。そしてわずか5年後の1944年に、セルズニックは本作の一切の権利をMGMに売却した。現在は他のMGM作品（1986年以前）と同様タイム・ワーナーに版権がある。
インフレを調整した歴代の興行収入では、2020年現在でも『風と共に去りぬ』が1位である。

## アメリカ合衆国での公開
- 1939年12月15日、ジョージア州アトランタでワールド・プレミア[97]。その後ニューヨークとロサンゼルスでもプレミアを行う[90]。アメリカでは半年で約2500万人がこの映画を見た[98]。
- 1942年リバイバル[98]。
- 1947年リバイバル[98]。
- 1954年、それまでのスタンダードサイズをメトロスコープに上下をトリミングしてワイドスクリーンでリバイバル[99]。
- 1961年南北戦争100年祭を記念して磁気4チャンネル、ワイドスクリーン版を製作、全米200のスクリーンでリバイバル[99][100]。今までで最高の成績をあげる[100]。アトランタでワールド・プレミア[99]。ヴィヴィアン・リー、オリヴィア・デ・ハヴィランド、デヴィッド・O・セルズニックが参加[17][18]。
- 1967年MGMが1年がかりで70ミリ版を作成[99][101]。10月に70ミリ版リバイバル[102]。
- 1971年70ミリ版リバイバル[99]。
- 1976年NBCが500万ドルでテレビ放映権を獲得[103]。11月7日放映、視聴率47.6％[86]。
- 1978年CBSが3500万ドルで20年間のテレビ放映権を獲得[103]。
- 1989年製作50周年リバイバル[104]。2年をかけてカラー/サウンド復元版を製作[105]。
- 1998年製作60周年214スクリーンで大々的リバイバル[104]。

## 日本での公開

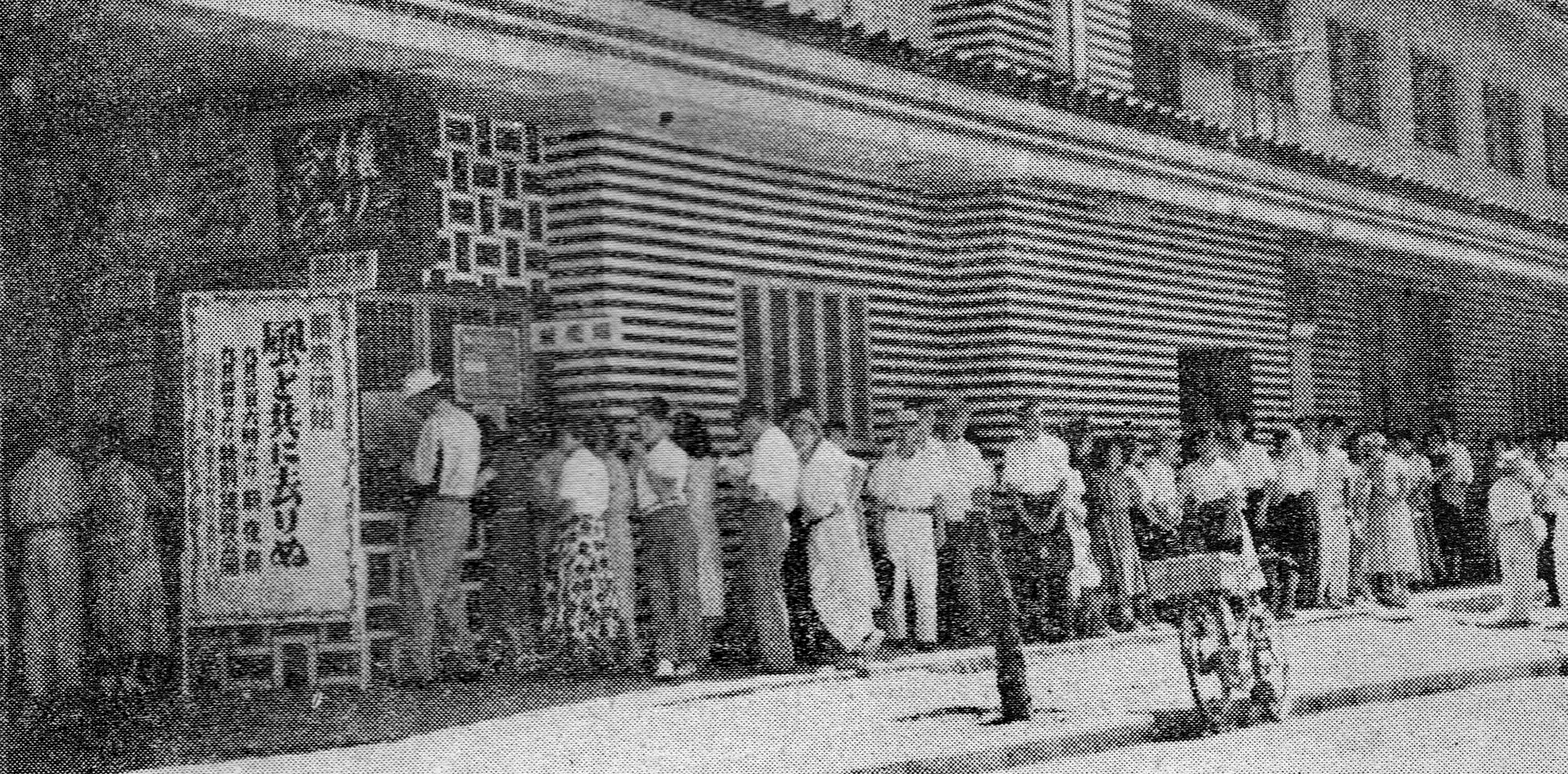
日本で『風と共に去りぬ』のチケットを買おうとしている人たち（1952年）

- 1952年[106]9月4日、東京・有楽座、大阪・松竹座から全国ロードショー[107][98][108]。世界で30番目の上映[98]。当時ロードショー料金が200円だった頃、『風と共に去りぬ』は有楽座・松竹座では全館指定席、600円・500円・300円の超高額料金にもかかわらず、大当たりした[98]。当時1～3週間の上映が普通の時代に有楽座では86日の超ロングラン[107]。戦火に焼けただれたタラの農場で力強く立ち上がって行くヒロイン、スカーレットの姿に、戦争に打ちのめされながらも復興に生きた当時の日本人は目の覚めるような感銘を受けた[109]。1952年11月28日に一旦終了した後、12月13日より1953年1月3日まで有楽座にて22日間追加アンコールロードショー[110][111][112][113][114]。1953年6月30日から帝国劇場にて再映[99]。
- 1955年1回目のリバイバル。9月2日丸ノ内日活から全国ロードショー[99]。前年アメリカで公開されたメトロスコープのワイドスクリーン版で上映された[99]。
- 1961年磁気4チャンネル、ワイドスクリーン版リバイバル[99][100][115]。テアトル東京から全国ロードショー[99][107]。テアトル東京では152日のロングラン[107]。1962年新宿劇場で再映[99]。
- 1967年4月7日、70ミリ版が世界に先駆けて日比谷スカラ座でリバイバル公開、その後全国ロードショー[99][107]。初日には観客が劇場のあるブロックを延々と取り巻き、係員だけでは整理できなくなり、ついに警官が装甲車で出動する騒ぎとなった[108]。これが70ミリによる世界最初の公開だったので、この長蛇の列の写真はニューヨーク本社の注文で世界のMGM支社に送られた[108]。この時の写真は『風と共に去りぬ』の特典ディスクで入っている『幻のメイキング』で見ることができる[116]。日比谷スカラ座で119日のロングラン[107]。8月19日からニュー東宝で再映[99][107]。1968年3月16日テアトル東京で70ミリ版再映[99][107]。1969年3月新宿武蔵野館とテアトル銀座で再映[99]。
- 1972年2月11日、松竹セントラル、渋谷パンテオン、新宿ミラノ座で世界初シネラマ方式でリバイバル上映、その後全国ロードショー[99]。1972年12月1日日比谷スカラ座で70ミリ版再映[99][117]。MGM日本支社配給[107]。
- 1975年東京劇場、丸の内ピカデリー[118]、新宿京王、新宿東急から全国リバイバル[99]。東京劇場、新宿ピカデリーは70ミリ版上映。松竹・富士映画共同配給。1978年3月11日東劇、新宿京王、渋谷東急で再映[119]。その後全国ロードショー。CIC配給。
- 1982年5月15日丸の内ピカデリーから全国リバイバル[118]。12月丸の内松竹で再映[118]。CIC配給[120]。1987年10月10日東劇、新宿ジョイシネマ、東急レックスなどで再映、その後全国ロードショー[121]。UIP配給。
- 1989年製作50周年記念リバイバル[105]。カラー/サウンド復元版。丸の内ピカデリー1から全国ロードショー。UIP配給[122]。
- 1997年リバイバル。日本ヘラルド配給[123]。1999年製作60周年記念再映[104]。有楽町スバル座から全国ロードショー。
- 2005年12月28日『風と共に去りぬ』誕生70周年記念、ル・テアトル銀座でデジタル・ニューマスター版リバイバル。東京テアトル配給[104]。
- 2011年『第二回 午前十時の映画祭』でリバイバル（フィルムで最後の全国リバイバル）[124]。翌2012年『第三回 午前十時の映画祭』で再映[125]。
- 2013年『新・午前十時の映画祭』で初のデジタル方式でリバイバル[126]。2015年『第三回 新・午前十時の映画祭』でデジタル上映[127]。
- 2019年『午前十時の映画祭10』で新たな4K素材を使ってデジタルでリバイバル[128][129]。『午前十時の映画祭』で5回の上映は、『ローマの休日』の6回に次いで多い。

### 日本でのテレビ放映
- 1975年10月8日と10月15日に日本テレビ の『水曜ロードショー』で前後編に分けて「永遠の超大作完全放送『風と共に去りぬ』」の題名で世界で初めてテレビで放映され（「世界初TV放送」を宣伝文句にしていた）、33.0%の視聴率 を記録した（ビデオリサーチ 調べ、関東地区）[86][130]。日本テレビは放送権を6億円で購入したとされる[130] 。
  - 同番組の解説者である水野晴郎は、当時「劇場で39回見た」と公言するほど本作のファンであったため放送準備にも参加。最初に本国から提供された映像は、70mm版を基にクレジットが異なり色調も悪い（イーストマン・カラーのコピー）16ミリフィルムとテレビ放映のため緑色を強くする色彩調整を行ったVTRだったが、この二種の映像に「出来るだけオリジナルな形で放映したい」と考えていた水野らは不満を持ったことで本国へ連絡し、オリジナルのネガフィルムから起こしテクニカラーの色調も忠実にあらわれた35ミリのニュープリントを取り寄せることに成功。それをVTRに変換し、独自の放送用マスターを作成した上で放送したという。のちに水野の許に届いた書簡によれば、とある家族の一家心中を止めた作品でもあるとのこと（#エピソード）。
  - この放送で制作された日本語吹き替えは、準備に約半年の期間をかけている[131]。スカーレット役が栗原小巻となったのは、当時の日本テレビプロデューサーである後藤達彦の発案で、当初は難色を示した栗原や所属先の劇団俳優座を3か月かけ説得したという[132]。この時、日本テレビは「少しの稽古時間が欲しい」という栗原の要望を受け入れ、台本と当時は高価だったビデオカセット一式を栗原へ送り、栗原は台詞をすべて暗記した上で収録を行ったほか、レッド・バトラー役は「栗原と呼吸の合う人に」と、同じ俳優座所属の近藤洋介が起用された[131][132]。
- 1979年10月3日と10月10日、1983年11月16日と11月23日には同じ『水曜ロードショー』で「いま甦る永遠の超大作『風と共に去りぬ』」の題名で再放送された。
- 1988年1月1日（金曜日）には、『金曜特別ロードショー』（『水曜ロードショー』の後身）の正月特別企画および「日本テレビ開局35年記念特別番組」の一環として吹き替えを新録し、18:00 - 22:51枠で初のノーカット一挙放送された[133] 。

## 70mm版
『風と共に去りぬ』は本来35mmスタンダードサイズであるが、アメリカでは1954年から、日本では1955年の最初のリバイバルからワイドスクリーン版での上映が行われてきた。
中でも1967年に日比谷スカラ座で世界初公開された70mmプリント版は、「2倍の大きさ、2倍のスペクタクル、2倍の興奮」と銘打たれて世界を回ったが、これは単純に上下を切ったものではなく、当時の最先端の技術が使われている。
オリジナル・ネガを単純に70ミリの横幅に合わせて拡大すると、天地が1/3以上切れてしまうため、MGM技術研究所はシネマスコープの映画を当時の1.33:1のテレビ用比率のプリントに変えた技術を応用している。
ワイドスクリーンの映画をテレビ用に直すには両端を切れば良いわけで、そのためにワイドのフレームの端から端へレンズが動き、画面の重要な動きを捉える視査装置や走査焼付機が開発されていた。このレンズの動きが電子的に記録され、インター・ポジをセットすると焼付機のレンズもその記録に従って正確に同じ動作をする。
このレンズの動きを水平から垂直に変えることで2.2:1の70mmの画面を作ることに成功している。これは1コマ1コマフィルムの画像を追求する大変な仕事で、重要なあらゆる部分や動きを、レンズがインターポジを上下に走査し、128万回もシャッターを切ってオリジナル・プリントと正確に同じ3時間42分の70mmプリントを生み出している。
音響の面でも、オリジナルの1本のトラックの音を、6本トラックの立体音響に移すため、声、音楽、エフェクトの別々のテープに分解し、これに修正や補強を加えて6本トラックにすることに成功している。
これらは1965年の後半から始められ、テスト・リールが作られてからさらに1年の歳月をかけて70mmのマスター・プリントとステレオサウンドが完成されている。

## エピソード
- この作品を生涯のベスト1に挙げる人も多く[135]、ビデオ時代が到来するまでは「世界のどこかの町で上映されていない日はない」とまで言われていた[135]。元々はデヴィッド・O・セルズニックが「地球の自転とともに『風と共に去りぬ』はつねに地球上のどこかで休みなく永遠に上映され続けるだろう」と豪語した言葉である[98]。
- 原作には人種差別問題や奴隷制の描写について問題になると思われる部分が多々あったため、映画化に際してそのような箇所は大きく省かれ、登場人物についても何人かの黒人奴隷が省略されている。セルズニックは、「ぼくはどんな反黒人映画も作りたくない。われわれの映画では、黒人の扱いに極力、注意しなければならないんだ」と語ったという[136]。
- アメリカで有名なセリフは、ラストシーン前でレットが去り際に吐く捨てゼリフである。スカーレットに「あなたが行ってしまったら、私はどこで何をすればいいの？」と聞かれたレットは、「Frankly, my dear, I don't give a damn.（率直に言おう。知ったこっちゃない）」[137]と振り向きざまに言う。英語の「damn」は本来、強い罵倒語であることから製作当時は映画において禁止用語とされ、使うべきではない言葉と考えられていた。セルズニックはアメリカ映画協会に5000ドルの制裁金を払って使用を認められた[138][17][18]。2005年、逆にアメリカ映画協会はこれを「アメリカ映画の名セリフベスト100」の第1位に選んでいる。
- ヨーロッパでは1940年に封切られた[108]。ロンドンのリッツ・シネマでは4年と29週のロングラン[86][108]。ドイツに占領された国では反戦映画として上映を禁止されたが、戦後1945年や46年にパリ、アムステルダム、ウィーンなどで公開されたときはボロボロの服を着た群衆が何時間も前から並んでいたという[108]。
- 本作は実は太平洋戦争前に輸入されたが、軍部から「反戦映画」との烙印を押されてそのときは日の目を見ず、送還されてしまった[139]。その後日本軍による被占領地となった上海などで見た人、密かに輸入されたプリントを見た映画関係者などは、あまりの豪華さ、素晴らしさに「こんな映画を作る国と戦争しても勝てない」と衝撃を受けたという[86]。後に『風と共に去りぬ』を帝劇で上演することになり、66年に舞台化、70年にはミュージカル化する劇作家の菊田一夫は上海で見ている[140]。映画評論家でもあり、映画ポスターも描いた野口久光も上海で見て「『風と共に去りぬ』のような作品を作ったアメリカと戦争をするなんて正気の沙汰ではない」と思った[141]。同じく映画評論家の山本恭子も上海であまりの面白さに3回も見ており、当時「『風と共に去りぬ』を見なければ、人ではない」と言えるほど大きな話題となっており、上海でも3ヶ月のロングランであったという[142]。小津安二郎や徳川夢声もシンガポールでこの映画を観ている[要出典]。その評判が噂を呼んで、東京にフィルムを空輸して軍関係者のみの試写会が行われた[143]。高峰秀子も軍関係者、映画関係者たちと「陸軍が南方で押収したフィルムで鑑賞した」ことを記している[144]。また東京大学でも戦中に上映会があったが、まだ前半の途中で空襲警報が鳴り、中断してしまったと江崎玲於奈が学生時代のエピソードを披露している[145]。
- 75年の「水曜ロードショー」後の反響は大きく、同番組の解説者で映画評論家の水野晴郎のもとには、視聴者から多くの手紙が寄せられた。その中で、一通の厚い封書が目にとまった水野は読んでみると、九州で妻と高校生の娘と三人暮らしをしているという男性視聴者からの便りで、以下のような内容が書かれていた（要約）。

この手紙を読んだ水野は涙が止まらなかったといい、後に以下のように述べている。
- 2020年5月に発生したミネアポリス反人種差別デモが拡大した際には、同月から開始したばかりのワーナーメディア系定額制動画配信サービス「HBO Max」が本作品の配信を一時停止する出来事もあった[147][148][149]。HBO Maxは解説動画[152]を本編の開始前に追加した上で、本映画の配信を同年6月24日に再開した[150][153]。

## 「シナラ」
映画の冒頭のメインタイトルでスタッフ・キャスト等のテロップの後に、ディキシーの調べと共にアーネスト・ダウスンの恋愛詩「シナラ」の詩の一句が出てくる。これは原作の題名の由来にもなっている。
この文章は、一つの文化が戦争という烈風と共に消え去ったことを意味している。

## 賞歴
第12回アカデミー賞
- 受賞

作品賞：風と共に去りぬ
監督賞：ヴィクター・フレミング
主演女優賞：ヴィヴィアン・リー
助演女優賞：ハティ・マクダニエル
脚色賞：シドニー・ハワード
撮影賞（カラー）：アーネスト・ホーラー、レイ・レナハン
室内装置賞（美術賞）：ライル・ウィーラー
編集賞：ハル・C・カーン、ジェームズ・E・ニューカム
特別賞：ウィリアム・キャメロン・メンジース（劇的な色彩の使用に対して）
技術成果賞：R・D・マスグレイヴ（風と共に去りぬの制作における調整された機器の使用の先駆者のために）
- ノミネート

主演男優賞：クラーク・ゲイブル
助演女優賞：オリヴィア・デ・ハヴィランド
作曲賞：マックス・スタイナー
特殊効果賞（視覚効果賞）：ジャック・コスグローヴ、フレッド・アルビン、アーサー・ジョンズ
音響賞：トーマス・T・モールトン
第5回ニューヨーク映画批評家協会賞
- 受賞

女優賞：ヴィヴィアン・リー
- ノミネート

作品賞
監督賞：ヴィクター・フレミング
ナショナル・ボード・オブ・レビュー賞
- 受賞

トップ10フィルム
演技賞：ヴィヴィアン・リー
フォトプレイ賞
- 受賞

名誉賞：デイヴィッド・O・セルズニック
アメリカ国立フィルム登録簿
- 登録（1989年）

ピープルズ・チョイス・アワード
- 受賞（1989年）

Favorite All-Time Motion Picture
DVD Exclusive Awards
- ノミネート（2005年）

総合ベストDVD、クラシック部門：ワーナー
サテライト賞
- 受賞（2009年）

最優秀総合DVD：70周年記念バージョン
- ノミネート（2009年）

最優秀クラシックDVD：70周年記念バージョン
アメリカ映画ベスト100：第4位
アメリカ映画ベスト100（10周年エディション）：第6位
アメリカ映画の名セリフベスト100
第1位（レットの「Frankly, my dear, I don't give a damn.」に対して）
第31位（スカーレットの「After all, tomorrow is another day!」に対して）
第59位（スカーレットの「As God is my witness, I'll never be hungry again.」に対して）

## 版権とDVD
本作は日本においては著作権の保護期間が完全に終了（公開後50年と戦時加算を2004年の著作権法改正以前に満たす）している。米国に於いては著作権が切れる前に95年に延長されており、1939年制作なので保護期間は2034年まで有効である。
ワーナー・ホーム・ビデオから発売されたVHS版は日本でのリリースが米国に先行する形となり日本語字幕版を逆輸入するケースが相次いだため、本国でのリリースが前倒しになった。またこの件の影響もあり、DVDは北米と日本でリージョンをわけられることになった。

## 日本語訳（脚本）
- 『風と共に去りぬ　英和対訳映画文庫』（上・下）、南雲堂、1994年

大場啓蔵ほか全4名訳注、詳細な映画シナリオの対訳本
- 『風と共に去りぬ　名作映画完全セリフ集』曽根田憲三監修、スクリーンプレイ出版、2009年。ISBN 978-4894074224